# Hauteluce
Hauteluce è un comune francese di 759 abitanti situato nel dipartimento della Savoia della regione dell'Alvernia-Rodano-Alpi.
Il comune ospita, sul Col des Saisies, la stazione sciistica di Les Saisies.

## Società

### Evoluzione demografica
Abitanti censiti